# Karl Besler
Karl Besler (ur. 1903, zm. ?) – zbrodniarz nazistowski, członek załogi niemieckiego obozu koncentracyjnego Dachau. SS-Rottenführer.
Od 8 sierpnia 1944 do 15 kwietnia 1945 pełnił służbę w Kaufberen, podobozie KL Dachau. Następnie od 15 kwietnia do 26 kwietnia 1945 pełnił służbę w obozie głównym Dachau. Uczestniczył w ewakuacji obozu. W procesie załogi Dachau (US vs. Karl Besler i inni), który miał miejsce w dniach 20 - 23 grudnia 1946 przed amerykańskim Trybunałem Wojskowym w Dachau skazany został na 3 lata pozbawienia wolności.